# Faro de Cabo Trafalgar
El faro de Cabo Trafalgar es un faro levantado en 1860 muy próximo a la torre almenara del mismo nombre. Está situado en el término municipal de Barbate (Cádiz) España.

## Historia

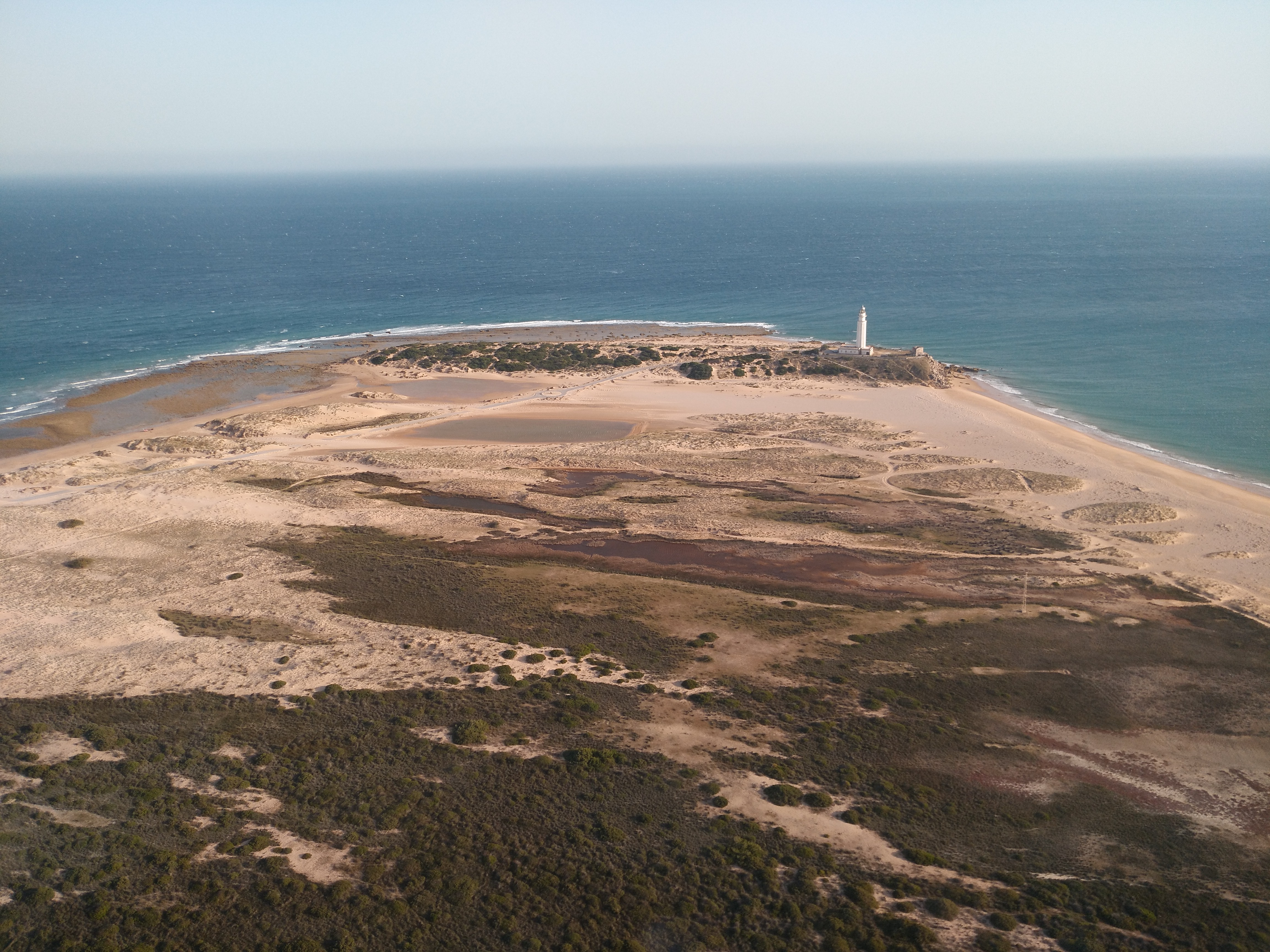
Faro

En 1857 Eduardo Saavedra y Moragas recibió el encargo de realizar este faro, proyecto del que se conserva documentación original.
Saavedra proyectó un faro de 34 metros de altura cuyo elemento más señalado era el fuste, un cuerpo de forma trococónica de 29,5 metros construido con sillares vistos. Sobre él, otro cuerpo, esta vez cilíndrico y de 185 centímetros, sostenía la linterna. Este era el aspecto original del faro hasta que la instalación en 1926 de una nueva luminaria hizo necesaria su modificación.
Ante el mayor peso de la maquinaria hubo de reforzarse la torre, pues peligraba una estabilidad ya de por sí precaria debido a los temporales de viento. Las obras se llevaron a cabo en 1929, siguiendo un proyecto del ingeniero Carlos Iturrate, quien optó por adosarle contrafuertes que se unían en su parte superior mediante arcos apuntados. Desde entonces quedó configurada, más o menos, la imagen que en la actualidad presenta.
En 2015 se anunció la concesión del faro a una empresa para instalar en su interior un hotel de lujo, pero tal proyecto, finalmente, fue rechazado en 2018.